# Södermanlands runinskrifter 68
Södermanlands runinskrifter 68 är en försvunnen vikingatida runsten som funnits i Remmeröd, Sköldinge socken och Katrineholms kommun. Stenens mått är 1,83 meter gånger 66 centimeter. Runstenen har förut stått vid en bro. Vägen vid bron är förstärkt med stenar och det är möjligt att runstenen har lagts där vid något tillfälle.

## Inskriften
Translitterering av runraden:
[suirtikr · raisti · stain · at · harams...rka · faur sin ·]
Normalisering till runsvenska:
Sværtingʀ ræisti stæin at Harmsorga(?)/Hrammstarka(?), faður sinn.
Översättning till nusvenska:
Svärting reste stenen efter Harmsorge(?)/Ramstarke(?), sin son.